# Rho Hydrae
Rho Hydrae (13 Hydrae) é uma estrela na direção da constelação de Hydra. Possui uma ascensão reta de 08h 48m 25.98s e uma declinação de +05° 50′ 16.4″. Sua magnitude aparente é igual a 4.35. Considerando sua distância de 337 anos-luz em relação à Terra, sua magnitude absoluta é igual a −0.72. Pertence à classe espectral A0Vn.